# 介護保険
介護保険（かいごほけん、英語: Long-term care insurance）とは、介護を保険事故として支給される公的扶助制度。
ドイツ、オランダなどでは通常の医療保険から独立した社会保険制度となっている。一方でイギリスやスウェーデンで一般税収を財源とした制度となっている。韓国では2008年から、台湾では2019年から、それぞれ公的介護保険制度の運用を開始した。
本稿では、日本の介護保険制度を説明する。
公的介護保険と、民間介護保険があり、民間介護保険の保障内容には介護一時金や介護年金などがある。
介護サービスの利用者は在宅サービスを中心に増加し、2000年4月には149万人であったサービス利用者数は、2015年（平成27年）4月には511万人と、約3.4倍になっている。
社会の高齢化に対応し、平成9年（1997年）の国会で制定された介護保険法に基づき、平成12年（2000年）4月1日から施行された日本の社会保険制度について記述する。以下、介護保険法については条数のみ、介護保険法施行法については条数の前に「施行法」、同様に介護保険法施行令については「施行令」、介護保険法施行規則については「施行規則」と記す。

## 創設経緯
介護保険法が制定される以前の日本の公的介護制度は、老人福祉法による福祉の措置として、やむを得ない事由による行政措置の範疇に留まっていた。しかし、社会の高齢化に伴い、介護が必要な高齢者が増加し、医療の進歩や平均寿命が延びるなどにより介護期間が長期化したことで介護の需要が増していた。また拡大家族から核家族へ移行するなか、高齢者が高齢者を介護する老々介護や家族の介護のためにやむなく退職する介護離職が出現し、従前の家族だけで介護をすることを想定した老人福祉・老人医療制度では対応が限界を迎えていた。このような背景により、高齢者を社会全体で支える仕組みが必要となった。
制度創設の議論は平成に入ってから行われ、ゴールドプランなどの政策と合わせて、おおむねドイツの介護保険制度をモデルに創設した。介護保険料については、新たな負担に対する世論の反発を避けるため、導入当初は半年間徴収が凍結され、平成12年（2000年）10月から半額徴収、平成13年（2001年）10月から全額徴収という経緯をたどっている。

## 目的等
介護保険法は、加齢に伴って生ずる心身の変化に起因する疾病等により要介護状態となり、入浴、排せつ、食事等の介護、機能訓練並びに看護及び療養上の管理その他の医療を要する者等について、これらの者が尊厳を保持し、その有する能力に応じ自立した日常生活を営むことができるよう、必要な保健医療サービス及び福祉サービスに係る給付を行うため、国民の共同連帯の理念に基づき介護保険制度を設け、その行う保険給付等に関して必要な事項を定め、もって国民の保健医療の向上及び福祉の増進を図ることを目的とする（1条）。
介護保険制度では、以下の点にねらいがある。
- 市町村による行政措置から、社会保険制度への転換
- 要介護者の家族を介護負担と介護費用負担から解放し、社会全体の労働力と財源で介護する
- 要介護者が本人や家族の所得や財産にかかわらず、要介護者本人や家族が望む必要で十分な介護サービスを介護事業者から受けられる
- 多様な事業者によるサービスを提供し、専門的サービス産業としての介護産業を確立する。
- 医療と介護の役割分担を明確化し、急性期や慢性期の医療の必要がない要介護者を介護サービスにより介護し、介護目的の入院を介護施設に移す。

介護保険制度によって、要介護状態又は要支援状態（以下「要介護状態等」）の被保険者には必要な保険給付が行われる（2条第1項）が、適切に運用するために
- 要介護状態等の軽減又は悪化の防止に資するよう行われるとともに、医療との連携に十分配慮（2条第2項）
- 被保険者の選択に基づき、適切な保健医療サービス及び福祉サービスが、多様な事業者又は施設から、総合的かつ効率的に提供されるよう配慮（2条第3項）
- 被保険者が要介護状態となった場合においても、可能な限り、その居宅において、その有する能力に応じ自立した日常生活を営むことができるように配慮（2条第4項）

されなければならない。
そして国民の努力及び義務として介護保険制度は
- 要介護状態となることを予防するため、加齢に伴って生ずる心身の変化を自覚して常に健康の保持増進に努める（4条第1項）
- 要介護状態となった場合においても、進んでリハビリテーションその他の適切な保健医療サービス及び福祉サービスを利用することにより、その有する能力の維持向上に努める（4条第1項）
- 共同連帯の理念に基づき、介護保険事業に要する費用を公平に負担する（4条第2項）

ことを求めている。

## 保険者
保険者は原則として市町村及び特別区（以下、特に断らない限り「市町村」と略す）であり（3条第1項）、介護保険に関する収入及び支出について、政令で定めるところにより、特別会計を設けなければならない（3条第2項）。
保険者が小規模であるほど、予防による財政効果が目に見えやすいが、安定した経営が難しい。このため、介護保険事業は保険者たる市町村を国や都道府県、及び医療保険各法による医療保険者（全国健康保険協会、健康保険組合、国民健康保険組合、都道府県、市町村（特別区を含む。）、共済組合等）が重層的に支える仕組みとなっている。その際の責務として
- 国は、介護保険事業の運営が健全かつ円滑に行われるよう保健医療サービス及び福祉サービスを提供する体制の確保に関する施策その他の必要な各般の措置を講じなければならない（5条第1項）。
- 都道府県は、介護保険事業の運営が健全かつ円滑に行われるように、必要な助言及び適切な援助をしなければならない（5条第2項）。
- 国及び地方公共団体は、被保険者が、可能な限り、住み慣れた地域でその有する能力に応じ自立した日常生活を営むことができるよう、保険給付に係る保健医療サービス及び福祉サービスに関する施策、要介護状態等となることの予防又は要介護状態等の軽減若しくは悪化の防止のための施策並びに地域における自立した日常生活の支援のための施策を、医療及び居住に関する施策との有機的な連携を図りつつ包括的に推進するよう努めなければならない（5条第3項）。
- 国及び地方公共団体は、障害者その他の者の福祉に関する施策との有機的な連携を図るよう努めるとともに、地域住民が相互に人格と個性を尊重し合いながら、参加し、共生する地域社会の実現に資するよう努めなければならない（5条第4項）。

上記のほか認知症の高齢者が増大したことを受け、認知症に関する施策を推進するために国及び地方公共団体は以下の項目の実現に努めなければならない。
- 被保険者に対して認知症に対する国民の関心及び理解を深め、認知症である者への支援が適切に行われるよう、認知症に関する知識の普及及び啓発（5条の2第1項）。
- 被保険者に対して認知症に係る適切な保健医療サービス及び福祉サービスを提供するため、研究機関、医療機関、介護サービス事業者等と連携し、認知症の予防、診断及び治療並びに認知症である者の心身の特性に応じたリハビリテーション及び介護方法に関する調査研究の推進に努めるとともに、その成果を普及し、活用し、及び発展させる（5条の2第2項）。
- 地域における認知症である者への支援体制を整備すること、認知症である者を現に介護する者の支援並びに認知症である者の支援に係る人材の確保及び資質の向上を図るために必要な措置を講ずることその他の認知症に関する施策を総合的に推進する（5条の2第3項）。
- 認知症である者及びその家族の意向の尊重に配慮するとともに、認知症である者が地域社会において尊厳を保持しつつ他の人々と共生する（5条の2第4項）。

また医療保険者は、介護保険事業が健全かつ円滑に行われるよう協力しなければならない（6条）。
一方で第5条とは別に、厚生労働省は2012年9月にオレンジプランと呼ばれる「認知症施策推進5か年計画」を立て、2015年1月27日には認知症の人の意思が尊重され、できる限り住み慣れた地域のよい環境で自分らしく暮らし続けることができる社会の実現を目指した、「認知症施策推進総合戦略～認知症高齢者等にやさしい地域づくりに向けて～」と題する計画を策定した。これは新オレンジプランと呼ばれる。
新オレンジプランの具体的な施策は以下の7つである。
- 認知症への理解を深めるための普及・啓発の推進
- 認知症の容態に応じた適時・適切な医療・介護等の提供
- 若年性認知症施策の強化
- 認知症の人の介護者への支援
- 認知症の人を含む高齢者にやさしい地域づくりの推進
- 認知症の予防法、診断法、治療法、リハビリテーションモデル、介護モデル等の研究開発及びその成果の普及の推進
- 認知症の人やその家族の視点の重視

## 被保険者
市町村の区域内に住所を有する、40歳以上の者が被保険者となる。このうち、65歳以上の者を第1号被保険者といい（9条第1項）、40歳以上65歳未満の医療保険加入者を第2号被保険者という（9条第2項）。そのため生活保護法による医療扶助を受けている場合など、医療保険に加入していない者は第2号被保険者ではない。また医療保険とは異なり、被保険者の資格を失った場合の「任意継続」制度はない。
資格取得日は、第1号被保険者は65歳到達日、第2号被保険者は40歳到達日または医療保険加入日である。また第1号・第2号共通で当該市町村の区域内に住所を有することになった場合はその日である（10条第1項 - 第4項）。
資格喪失日は、海外移住等により当該市町村の区域内に住所を有しなくなった場合はその翌日（他の市町村に住所を有することとなった場合はその日）（11条第1項）、第2号被保険者は医療保険被保険者でなくなった場合はその日である（11条第2項）。
第1号および第2号被保険者は市町村に対し、被保険者証の交付を求めることができる（12条第3項）。この被保険者証は市町村に要介護・要支援認定の申請をする際に使用する。また資格喪失時は速やかに、被保険者証を返還しなければならない（12条第4項）。

### 適用除外施設
上記の加入条件を満たしていても、法律で定める特定の施設に入所している者は介護保険の適用を受けない（施行法第11条第1項）。これらの施設を「適用除外施設」といい、その設立又は設置の根拠となる法律等において介護サービスと同等なサービスを提供することが予定されているため、重ねて介護保険制度によるサービス提供をする不都合を回避するために規定されている。
適用除外施設は以下の通り（施行規則第170条）。
- 医療型障害児入所施設
- 厚生労働大臣が指定する医療機関
- 独立行政法人国立重度知的障害者総合施設のぞみの園が設置する施設
- 国立ハンセン病療養所
- 救護施設
- 被災労働者の受ける介護の援護を図るために必要な事業に係る施設
- 障害者支援施設（知的障害者に係るものに限る）
- 指定障害者支援施設（支給決定を受けて入所している知的障害者及び精神障害者に係るものに限る。）
- 障害者の日常生活及び社会生活を総合的に支援するための法律に規定する施設

### 住所地特例
ある被保険者（施設入所予定者）が別の保険者（市区町村）の区域内に所在する施設に入所するため、その施設所在地に住所（住民票）を移した場合は、引き続き従前の保険者（市区町村）の被保険者となる（13条）。これを住所地特例という。これは施設に他の保険者の被保険者が入所（住所異動）することにより、施設所在地の市区町村の給付費が負担増とならないようにするために設けられている措置である。施設の住所に移した被保険者は住所変更前の市区町村に住所地特例適用届を提出する必要がある。
指定されている施設は以下の通り。
- 介護保険施設（指定介護老人福祉施設、介護老人保健施設、指定介護療養型医療施設、介護医療院）
- 特定施設（有料老人ホーム、養護老人ホーム、軽費老人ホーム、その他厚生労働省令で定める施設）
  - 地域密着型特定施設を除く（2006年4月の法改正により）
  - サービス付き高齢者向け住宅を含む（2015年4月の法改正により）

## 保険給付
| 居宅型 3,889億円 （49.5%）   | 訪問通所 3,054億円 （38.9%） | 訪問介護／入浴             | 816億円（10.4%）   |
| 居宅型 3,889億円 （49.5%）   | 訪問通所 3,054億円 （38.9%） | 訪問看護／リハ             | 211億円（2.7%）    |
| 居宅型 3,889億円 （49.5%）   | 訪問通所 3,054億円 （38.9%） | 通所介護／リハ             | 1,777億円（22.7%） |
| 居宅型 3,889億円 （49.5%）   | 訪問通所 3,054億円 （38.9%） | 福祉用具貸与               | 247億円（3.2%）    |
| 居宅型 3,889億円 （49.5%）   | 短期入所（ショートステイ）   | 短期入所（ショートステイ） | 375億円（5.8%）    |
| 居宅型 3,889億円 （49.5%）   | その他                       | その他                     | 458億円（4.9%）    |
| 地域密着型 948億円 （12.1%） | 小規模多機能型居宅介護       | 小規模多機能型居宅介護     | 182億円（2.3%）    |
| 地域密着型 948億円 （12.1%） | 認知症グループホーム         | 認知症グループホーム       | 509億円（6.5%）    |
| 地域密着型 948億円 （12.1%） | 地域密着型介護老人福祉施設   | 地域密着型介護老人福祉施設 | 134億円（1.7%）    |
| 地域密着型 948億円 （12.1%） | その他                       | その他                     | 123億円（1.6%）    |
| 施設型 2,593億円 （34.9%）   | 介護福祉施設（特養）         | 介護福祉施設（特養）       | 1,363億円（17.4%） |
| 施設型 2,593億円 （34.9%）   | 介護老人保健施設（老健）     | 介護老人保健施設（老健）   | 1,017億円（12.9%） |
| 施設型 2,593億円 （34.9%）   | 介護療養施設                 | 介護療養施設               | 227億円（2.9%）    |
| 居宅介護支援（ケアマネ）     | 居宅介護支援（ケアマネ）     | 居宅介護支援（ケアマネ）   | 408億円（5.2%）    |
| 総額                         | 総額                         | 総額                       | 7,854億円          |

保険給付の種類として、要介護状態に関する保険給付である「介護給付」（18条第1項）と要支援状態に関する保険給付である「予防給付」（18条第2項）があり、これらによって第1号被保険者は、介護（寝たきりなどで入浴・食事や排泄などの日常生活動作への介護）や支援（家事や身支度などの日常生活での支援）が必要な時、また第2号被保険者は、特定疾病のために介護が必要になった場合に、介護保険のサービスを受けることができる。そのためには市町村の認定を受けなければならない（19条第1項、2項）。
ただしこの保険給付は、当該要介護状態等につき、労働者災害補償保険法の規定による療養補償給付などを受けられるときは、その限度において行われない（20条）。
また施行令11条より、以下の法律においても介護保険での給付は行われない。主に災害や戦争・特殊な労働者（船員・公務員）に関するものが多い。
- 船員保険法
- 労働基準法
- 船員法
- 災害救助法
- 消防組織法
- 消防法
- 水防法
- 国家公務員災害補償法
- 警察官の職務に協力援助した者の災害給付に関する法律
- 海上保安官に協力援助した者等の災害給付に関する法律
- 公立学校の学校医、学校歯科医及び学校薬剤師の公務災害補償に関する法律
- 証人等の被害についての給付に関する法律
- 災害対策基本法
- 戦傷病者特別援護法
- 地方公務員災害補償法
- 原子爆弾被爆者に対する援護に関する法律
- 心神喪失等の状態で重大な他害行為を行った者の医療及び観察等に関する法律
- 武力攻撃事態等における国民の保護のための措置に関する法律

犯罪を犯すなどして拘禁された者（63条）や保険者からの指示や求めに応じない者、保険料滞納者（64 - 69条）も給付の全部または一部を制限される。
こうして介護認定を受け、保険給付された場合であっても不適切な事由があれば市町村は損害賠償の請求権の取得（21条）や不正利得の徴収（22条）を行うことができる。また必要があれば事業者に対して文書類の提出（23条）や帳簿書類の提示（24条）を命じることができる。
なお、この保険給付を受ける権利は、譲り渡し、担保に供し、又は差し押さえることができず（25条）、租税公課は、保険給付として支給を受けた金品を標準として課することができない（26条）。

### 保険給付の種類
市町村は要介護認定を受けた被保険者のうち都道府県知事が指定する者（指定居宅サービス事業者）から当該指定に係る居宅サービス事業を行う事業所により行われる居宅サービス（指定居宅サービス）を受けたとき保険給付を行う（41条）。
介護給付には以下の14種類（9種＋特例5種）がある（40条）。
- 居宅介護サービス費、
- 地域密着型介護サービス費
- 居宅介護福祉用具購入費
- 居宅介護住宅改修費
- 居宅介護サービス計画費
- 施設介護サービス費
- 高額介護サービス費
- 高額医療合算介護サービス費
- 特定入所者介護サービス費

- 特例居宅介護サービス費
- 特例地域密着型介護サービス費
- 特例居宅介護サービス計画費
- 特例施設介護サービス費
- 特例特定入所者介護サービス費

同様に市町村は、要支援認定を受けた被保険者のうち居宅において支援を受けるもの（居宅要支援被保険者）が、都道府県知事が指定する者（指定介護予防サービス事業者）から当該指定に係る介護予防サービス事業を行う事業所により行われる介護予防サービス（指定介護予防サービス）を受けたとき保険給付を行う（53条）。
予防給付には以下の12種類（8種＋特例4種）がある（52条）。
- 介護予防サービス費
- 地域密着型介護予防サービス費
- 介護予防福祉用具購入費
- 介護予防住宅改修費
- 介護予防サービス計画費
- 高額介護予防サービス費
- 高額医療合算介護予防サービス費
- 特定入所者介護予防サービス費

- 特例介護予防サービス費
- 特例地域密着型介護予防サービス費
- 特例介護予防サービス計画費
- 特例特定入所者介護予防サービス費

名称に「特例」と付くものは以下に該当する場合に給付が行われる。
- 要介護または要支援認定の効力が生じた日前に、緊急その他やむを得ない理由により指定サービスを受けた場合において、必要があると認めるとき。
  - 特例居宅介護サービス費（42条第1項）、特例地域密着型介護サービス費（42条の3第1項）、特例施設介護サービス費（49条第1項）、特例特定入所者介護サービス費（51条の4第1項）
  - 特例介護予防サービス費（54条第1項）、特例地域密着型介護予防サービス費（54条の3第1項）、特例特定入所者介護予防サービス費（61条の4第1項）
- 指定サービス以外のサービス又はこれに相当するサービス（基準該当サービス）を受けた場合において、必要があると認めるとき。
  - 特例居宅介護サービス費（42条第2項）、特例居宅介護サービス計画費（47条第1項）
  - 特例介護予防サービス費（54条第2項）、特例介護予防サービス計画費（59条第1項）
- 指定サービス及び基準該当サービスの確保が著しく困難である離島その他の地域であって厚生労働大臣が定める基準に該当するものに住所を有する要介護または要支援被保険者が、指定サービス及び基準該当サービス以外のサービス又はこれに相当するサービスを受けた場合において、必要があると認めるとき。
  - 特例居宅介護サービス費（42条第3項）、特例地域密着型介護サービス費（42条の3第2項）、特例居宅介護サービス計画費（47条第2項）
  - 特例介護予防サービス費（54条第3項）、特例地域密着型介護予防サービス費（54条の3第2項）、特例介護予防サービス計画費（59条第2項）

また「特定入所者」とは以下のサービスを指し、食事の提供に要した費用及び居住又は滞在に要した費用について支給される（51条の3、61条の3）。なお「特定施設入居者生活介護」の特定施設（有料老人ホーム、養護老人ホーム、軽費老人ホーム）は名称が似通っているが、これらは特定入所者サービスには該当しない。
- 指定介護福祉施設サービス
- 介護保健施設サービス
- 介護医療院サービス
- 地域密着型介護老人福祉施設入所者生活介護
- 短期入所生活介護
- 短期入所療養介護
- 介護予防短期入所生活介護
- 介護予防短期入所療養介護

各サービス費の基準額は厚生労働大臣が社会保障審議会の意見を聞いた上で定める（41条第5項、42条の2第3項、46条第3項、48条第3項、53条第3項、54条の2第3項、58条第3項）。一方「特例」と付くサービス費は特例でない各サービス費の基準額を基に市町村が定める（42条第3項、42条の3第3項、47条第3項、49条第2項、54条第3項、54条の3第2項、59条第3項）。
各サービス費の支給に関して、市町村長は必要があると認めるときは、報告若しくは帳簿書類の提出若しくは提示を命じ、若しくは出頭を求め、又は当該職員に関係者に対して質問させ、若しくは当該居宅サービス等を担当する者等の当該支給に係る事業所に立ち入り、その設備若しくは帳簿書類その他の物件を検査させることができる（42条第4項、42条の3第3項、49条第3項、54条第4項、54条の3第3項、第76条、第78条の7、第115条の7）。居宅サービス事業者の指定権限は都道府県にあるが、本件に関しては市町村による立ち入りが可能である。
居宅介護サービス費に関して、市町村は国民健康保険団体連合会に支払いに関する事務の委託をすることができ（41条第10項）、さらに国民健康保険団体連合会は市町村の同意を得て、事務の一部を他の法人に再委託することができる（41条第11項）。これは他のサービス費に関しても準用される（42条の2第9項、46条第7項、48条第7項、51条の3第8項、53条第7項、54条の2第9項、58条第7項及び61条の3第8項）。
また、市町村は条例により要介護状態の軽減又は悪化の防止に資する独自の給付である「市町村特別給付」を行うことができる（62条）。

#### 区分支給限度基準額
居宅介護および地域密着型介護は生活に密着していることもあり、利用に歯止めを効かせるため、これらサービス費の支給には月単位での「区分支給限度基準額」（43条第1項）が設けられている。この額は厚生労働大臣が定める（43条第2項）。つまり限度額を超えた分は全額自己負担となる。
なお市町村は条例によって居宅介護サービス費等区分支給限度基準額に代えて、その額を超える額を、当該市町村における居宅介護サービス費等区分支給限度基準額とすることができる（43条第3項）。また市町村はサービスの種類ごとに限度額を設定することもでき、これを「種類支給限度基準額」（43条第4項）と呼ぶ。種類支給限度基準額は区分支給限度基準額の範囲内で行われる（43条第5項）。また居宅介護福祉用具購入費および居宅介護住宅改修費にも支給限度基準額（44条4項、45条4項）があり、市町村は同様に厚生労働大臣が定める額（44条5項、45条5項）を超える額を支給限度基準額とすることができる（44条6項、45条6項）
| 区分    | 支給限度基準額 |
| 要支援1 | 5,032単位      |
| 要支援2 | 10,531単位     |
| 要介護1 | 16,765単位     |
| 要介護2 | 19,705単位     |
| 要介護3 | 27,048単位     |
| 要介護4 | 30,938単位     |
| 要介護5 | 36,217単位     |
| ------- | -------------- |

なお要介護度によって異なるが、居宅サービス等区分（施行規則68条）に含まれない、以下のサービスに関しては区分支給限度基準額が適用されない。
- 居宅療養管理指導 - 医師等の判断により行われるため[9]。
- 特定施設入居者生活介護（利用期間を定めて行うものを除く） - 利用期間中に他のサービスを組み合わせることがないため[9]。
- 認知症対応型共同生活介護（利用期間を定めて行うものを除く） - 利用期間中に他のサービスを組み合わせることがないため[9]。
- 地域密着型特定施設入居者生活介護（利用期間を定めて行うものを除く） - 利用期間中に他のサービスを組み合わせることがないため[9]。
- 地域密着型介護老人福祉施設入所者生活介護 - 利用期間中に他のサービスを組み合わせることがないため[9]。

また、地域加算や介護職員処遇改善加算、緊急時訪問看護加算なども政策上の配慮から区分支給限度基準額に含まれない。
同様に介護予防サービス費および地域密着型介護予防サービス費の支給にも月単位での区分支給限度基準額（55条第1項）が設けられており、区分支給限度基準額は厚生労働大臣が定める（55条第2項）が市町村は条例によってその額を独自に設定することができる（55条第3項）。種類支給限度基準額も居宅サービスと同様である（55条第4項、第5項）。介護予防福祉用具購入費および介護予防住宅改修費にも支給限度基準額（56条4項、57条4項）があり、支給限度基準額は厚生労働大臣が定める（56条第5項、57条第5項）が市町村は条例によってその額を独自に設定することができる（56条第6項、57条第6項）。
なお要支援度によって異なるが、介護予防サービス等区分（施行規則第85条の5）に含まれない、以下のサービスに関しては区分支給限度基準額が適用されない。
- 介護予防居宅療養管理指導
- 介護予防特定施設入居者生活介護
- 介護予防認知症対応型共同生活介護

#### 自己負担
事業者が提供する介護サービスを利用したら、給付制限に該当しなければ、市町村より介護および予防給付として9割が支給される（41条、42条、42条の2、42条の3、44条1項、45条、48条、49条、53条、54条、54条の2、54条の3、56条、57条）ため、自己負担割合は原則として1割（ケアプランの作成は自己負担なし）となる。これを現物給付という。ただし負担割合には以下の例外がある（49条の2、59条の2、施行令22条の2、施行令29条の2）。
- 第1号被保険者であって合計所得金額（収入から必要経費等を差し引いた金額）が160万円以上（例えば収入が年金のみの場合、年金額が年280万円以上）の場合、2015年（平成27年）8月利用分から自己負担割合が2割となる。
  - 2割とされる者でも、世帯の65歳以上の者の「年金収入とその他の合計所得金額」の合計が1人（世帯に他の第1号被保険者がいない場合）の場合は280万円未満、2人以上の場合は346万円未満であれば1割負担になる。
- 2018年（平成30年）8月より、2割負担となる者のうち合計所得金額が220万円以上の場合は、自己負担割合は3割となる。
  - 3割とされる者でも、世帯の65歳以上の者の「年金収入とその他の合計所得金額」の合計が1人（世帯に他の第1号被保険者がいない場合）の場合は340万円未満、2人以上の場合は463万円未満であれば2割または1割負担になる。また3割負担となっても、高額介護サービス費等により月額の負担上限は44,400円となる。

保険給付には現物給付が適さないものがあり、福祉用具購入費、住宅改修費、高額介護サービス費が該当する。この3つの場合は一旦全額を支払った後に市町村に払い戻しの申請を行うことで、結果的に1割から3割の負担で済ますことができる。これを償還払いと呼ぶ。
一方で第2号被保険者は所得に関わらず自己負担割合は一律1割である。

##### 高額介護合算療養費制度
高額介護合算療養費制度とは、医療保険と介護保険における1年間（毎年8月1日～翌年7月31日）の医療保険と介護保険の自己負担の合算額が高額な場合に、自己負担を軽減する制度である。介護においては高額医療合算介護サービス費、高額医療合算介護予防サービス費が該当する。
ただし以下の費用は合算の対象外である。
- 福祉用具購入費や住宅改修費の利用者負担額
- 施設サービスや短期入所サービス利用時の居住費や食費、日常生活費、通所サービス利用時の食費など
- 要介護状態区分別の支給限度額を超えた全額自己負担の費用

##### 減免
一方で上記自己負担は、災害その他の厚生労働省令で定める特別の事情があることにより、減免することができる（50条）。具体的には以下の通り（施行規則83条）。
- 要介護被保険者又はその属する世帯の生計を主として維持する者が、震災、風水害、火災その他これらに類する災害により、住宅、家財又はその他の財産について著しい損害を受けたこと。
- 要介護被保険者の属する世帯の生計を主として維持する者が死亡したこと、又はその者が心身に重大な障害を受け、若しくは長期間入院したことにより、その者の収入が著しく減少したこと。
- 要介護被保険者の属する世帯の生計を主として維持する者の収入が、事業又は業務の休廃止、事業における著しい損失、失業等により著しく減少したこと。
- 要介護被保険者の属する世帯の生計を主として維持する者の収入が、干ばつ、冷害、凍霜害等による農作物の不作、不漁その他これに類する理由により著しく減少したこと。

介護予防サービスにおいても、自己負担は災害その他の厚生労働省令で定める特別の事情があることにより、減免することができる（60条）。

##### 利用者負担軽減制度
また、被保険者の負担を軽減するために「利用者負担軽減制度」がある。まず利用者負担の軽減を考慮する社会福祉法人が介護保険サービスを提供する事業所及び施設の所在地の都道府県知事及び保険者である市町村の長に対してその旨の申し出を行う。次に市町村は被保険者の申請に基づき対象者であるか決定した上で、確認証を交付し、申し出を行った社会福祉法人は確認証を提示した被保険者について、確認証の内容に基づき利用料の軽減を行う。
軽減対象サービスは以下の通り。自治体によってはこれら以外のサービスも対象に含めている場合がある。
- 訪問介護
- 通所介護
- 短期入所生活介護
- 指定介護老人福祉施設（特別養護老人ホーム）

軽減の対象となる費用は、利用者負担額並びに食費及び居住費（滞在費）に係る利用者負担額である。
特に指定介護老人福祉施設（特別養護老人ホーム）においては、平成17年10月より食費及び居住費について介護保険の給付の対象外となったことから、食費及び居住費に係る利用者負担を含めて軽減される。
軽減の程度は、利用者負担の4分の1（老齢福祉年金受給者は2分の1）を原則とし、免除は行わない。申請者の収入や世帯の状況、利用者負担等を総合的に勘案して、市町村が個別に決定し、確認証に記載される。なお指定介護老人福祉施設（特別養護老人ホーム）に係る利用者負担を軽減する社会福祉法人については、軽減総額のうち、当該施設の運営に関し本来受領すべき利用者負担収入に対する割合が10%を超える部分について、全額が助成措置の対象となる。つまり被保険者の負担は1割となる。
対象者は市町村民税世帯非課税であって、以下の要件の全てを満たす者のうち、その者の収入や世帯の状況、利用者負担等を総合的に勘案し、生計が困難な者として市町村が認めた者である。
- 年間収入が単身世帯で150万円、世帯員が1人増えるごとに50万円を加算した額以下であること。
- 預貯金等の額が単身世帯で350万円、世帯員が1人増えるごとに100万円を加算した額以下であること。
- 日常生活に供する資産以外に活用できる資産がないこと。
- 負担能力のある親族等に扶養されていないこと。
- 介護保険料を滞納していないこと。

## 介護サービス事業者と介護サービス
介護サービス事業者は以下の7つに分類される。
- 指定居宅サービス事業者（70条から78条）
- 指定地域密着型サービス事業者（78条の2から78条の17）
- 指定居宅介護支援事業者（79条から85条）
- 介護保険施設（86条から115条）
- 指定介護予防サービス事業者（115条の2から115条の11）
- 指定地域密着型介護予防サービス事業者（115条の12から115条の21）
- 指定介護予防支援事業者（115条の22から115条の31）

### 事業者の特例

#### みなし指定
介護事業所でなくても介護サービスを行うことで市町村からサービス費の支給を受けることができる。これを「みなし指定」と呼ぶ。
病院
健康保険法第63条第3項第1号の規定による保険医療機関又は保険薬局の指定があったときは、その指定の時に、当該病院等の開設者について、当該病院等により行われる居宅サービス（病院又は診療所にあっては居宅療養管理指導その他厚生労働省令で定める種類の居宅サービスに限り、薬局にあっては居宅療養管理指導に限る。）に係る第41条第1項本文の指定があったものとみなされる（71条）。
病院又は診療所は上記のほか、訪問看護、短期入所療養介護、訪問リハビリテーション、通所リハビリテーションが適用される。
保険施設
介護老人保健施設又は介護医療院の開設者について、介護老人保健施設又は介護医療院により行われる居宅サービス（短期入所療養介護その他厚生労働省令で定める居宅サービスの種類に限る。）に係る第41条第1項本文の指定があったものとみなされる（72条）。

#### 共生型サービス
2018年4月より、児童福祉法、障害者総合支援法の指定を受けている事業所から介護保険法のサービスについて指定の申請が行われた場合、都道府県または市町村の条例で定める基準を満たしているときは、都道府県知事又は市町村長は当該基準に照らし「共生型サービス」としての指定を受けることができる（72条の2、78条の2の2、115条の2の2、115条の12の2）。これにより、同一の事業所で介護保険と障害者福祉の両方のサービスを一体的に提供することができる。
各サービスの対応は以下の通り。
- 居宅サービス - 訪問介護、通所介護（72条の2）
- 地域密着型サービス - 地域密着型通所介護（78条の2の2）
- 介護予防サービス - 介護予防短期入所生活介護（115条の2の2）
- 地域密着型介護予防サービス - 介護予防認知症対応型通所介護、介護予防小規模多機能型居宅介護、介護予防認知症対応型共同生活介護（115条の12の2）

### サービス費用

#### 介護報酬
厚生労働省が定めた報酬である介護報酬は介護保険適用対象となる介護サービスを事業者が利用者に提供した際に、その対価として事業者に支払われるサービス費用である。最初の改定が2003年で、以降一部例外を除き3年おきに改定が実施される。

#### 利用費
介護サービス事業者は、利用料の1割（2割）自己負担を利用者から徴収し、残り9割（8割）を各都道府県に設置されている国民健康保険団体連合会へ請求し、給付される。国民健康保険団体連合会は9割（8割）の給付費を保険者から拠出してもらい運営する仕組みとなっている。滞在費、食費については原則自己負担となる。
自己負担の割合は、市町村から被保険者証とともに負担割合が記された証（負担割合証）が交付されることにより確認できる（施行規則第28条の2）。
低所得者は在宅介護サービスを受ける場合は自己負担金の上限額設定、施設介護サービスを受ける場合は食費と居住費の減免、在宅でも施設でも世帯合算した医療費と介護費の自己負担の上限額設定により（要介護者の収入・貯蓄・財産）+（介護保険と健康保険の自己負担分）+（行政からの助成金）で費用負担できるように制度設計されている。
高額介護サービス費制度により、利用者が支払う月々の利用費には上限が設けられている。
- 現役並み所得者:世帯全員で44,400円（2015年8月利用分より新設）
- 一般:世帯全員で37,200円
- 世帯全員が市町村税非課税:世帯全員で24,600円
  - 老齢福祉年金の受給者、前年の合計所得金額と公的年金等収入額の合計が年間80万円以下の者:利用者個人で15,000円
- 生活保護受給者:利用者個人で15,000円

高額介護サービス費制度は健康保険の高額療養費の介護保険版。その他、類似するものとして「高額医療合算介護（予防）サービス費」があり、「高額医療・高額介護合算療養費」制度から介護保険分として支給されるもの（医療保険分は高額介護合算療養費）。

### 業務管理体制
介護サービス事業者は義務の履行が確保されるよう、厚生労働省令で定める基準に従い、業務管理体制を整備しなければならず（115条の32）、地域密着型サービス事業又は地域密着型介護予防サービス事業のみを行う介護サービス事業者は市町村長に、それ以外の介護サービス事業者は市が中核市および指定都市であれば、それぞれの市長に、そうでなければ都道府県知事に業務管理体制の整備に関する事項を届け出なければならない（115条の32第2項1号から5号）。また指定介護老人福祉施設、介護老人保健施設及び介護医療院の場合は厚生労働大臣に届ける（115条の32第2項6号）。
届け出を受理したものは届け出を行ったものに対して必要がある場合、報告若しくは帳簿書類の提出若しくは提示を命じたり、立ち入り調査をすることができる（115条の33）。その結果適正な業務管理体制の整備をしていないと認めるときは、当該介護サービス事業者に対し、期限を定めて、当該厚生労働省令で定める基準に従って適正な業務管理体制を整備すべきことを勧告することができる（115条の34）。また期限内に従わなかった場合、その旨を公表することができる（115条の34第2項）。

### 介護サービス情報の公表
利用者が介護サービスを探す際に適切な事業所を選択できるように、介護サービスの情報を公表する制度がある。
そのため介護サービス事業者は介護サービスの提供を開始しようとするときは都道府県知事に報告しなければならず（115条の35第1項）、都道府県知事はそれを受けて当該報告の内容を公表しなければならない（115条の35第2項）。必要があると認めるときは、介護サービス事業者に対し、調査を行い（115条の35第3項）、介護サービス事業者が報告を怠ったり虚偽報告や調査妨害をする場合は調査を受けることを命ずることができる（115条の35第4項）。
調査をした結果、指定地域密着型サービス事業者、指定居宅介護支援事業者、指定地域密着型介護予防サービス事業者又は指定介護予防支援事業者を処分をした場合や事業者の指定取り消しが妥当な場合はそれら介護サービス事業者を指定した市町村長に通知しなければならない（115条の35第5項、第7項）。また指定居宅サービス事業者若しくは指定介護予防サービス事業者又は指定介護老人福祉施設、介護老人保健施設若しくは介護医療院の開設者の場合は許可の取り消しや一部の効力を停止することができる（115条の35第6項）。
調査は都道府県知事が指定する調査機関が行い（115条の36）、調査員（115条の37）は調査で得た秘密を保持し（115条の38）、調査機関は調査事務に関する事項を保持し（115条の39）、都道府県知事に報告しなければならない（115条の40）。また都道府県知事の許可なく業務を停止することはできない（115条の41）。なお介護サービス情報の報告の受理及び公表並びに調査機関の指定に関する事務に関しても、都道府県知事が指定する情報公表センターが行う（115条の42）。
介護サービス開始時に公表する内容は以下の通り（施行規則第140条の45および別表第1）
1. 事業所又は施設（以下、事業所等）を運営する法人又は法人でない病院、診療所若しくは薬局（以下、法人等）に関する事項
  1. 法人等の名称、主たる事務所の所在地、番号利用法第二条第十五項に規定する法人番号（番号利用法第四十二条第四項の規定により公表されたものに限る。）及び電話番号その他の連絡先
  2. 法人等の代表者の氏名及び職名
  3. 法人等の設立年月日
  4. 法人等が介護サービスを提供し、又は提供しようとする事業所等の所在地を管轄する都道府県の区域内において提供する介護サービス
  5. その他介護サービスの種類に応じて必要な事項
2. 当該報告に係る介護サービスを提供し、又は提供しようとする事業所等に関する事項
  1. 事業所等の名称、所在地及び電話番号その他の連絡先
  2. 介護保険事業所番号
  3. 事業所等の管理者の氏名及び職名
  4. 当該報告に係る事業の開始年月日若しくは開始予定年月日及び指定若しくは許可を受けた年月日（指定又は許可の更新を受けた場合にはその直近の年月日）
  5. 事業所等までの主な利用交通手段
  6. その他介護サービスの種類に応じて必要な事項
3. 事業所等において介護サービスに従事する従業者（以下、従業者）に関する事項
  1. 職種別の従業者の数
  2. 従業者の勤務形態、労働時間、従業者一人当たりの利用者、入所者又は入院患者数等
  3. 従業者の当該報告に係る介護サービスの業務に従事した経験年数等
  4. 従業者の健康診断の実施状況
  5. 従業者の教育訓練、研修その他の従業者の資質向上に向けた取組の実施状況
  6. その他介護サービスの種類に応じて必要な事項
4. 介護サービスの内容に関する事項
  1. 事業所等の運営に関する方針
  2. 当該報告に係る介護サービスの内容等
  3. 当該報告に係る介護サービスの利用者、入所者又は入院患者への提供実績
  4. 利用者等（利用者又はその家族をいう。以下同じ。）、入所者等（入所者又はその家族をいう。以下同じ。）又は入院患者等（入院患者又はその家族をいう。以下同じ。）からの苦情に対応する窓口等の状況
  5. 当該報告に係る介護サービスの提供により賠償すべき事故が発生したときの対応に関する事項
  6. 事業所等の介護サービスの提供内容に関する特色等
  7. 利用者等、入所者等又は入院患者等の意見を把握する体制、第三者による評価の実施状況等
  8. その他介護サービスの種類に応じて必要な事項
5. 当該報告に係る介護サービスを利用するに当たっての利用料等に関する事項

また事業者は介護サービスの開始以降にも「介護サービスの内容に関する事項」および「介護サービスを提供する事業所又は施設の運営状況に関する事項」を公表する必要がある（別表第2）。

## 地域支援事業
市町村は、被保険者の要介護状態等となることの予防又は要介護状態等の軽減若しくは悪化の防止及び地域における自立した日常生活の支援のための施策を行うことができる。これを地域支援事業と呼ぶ（115条の45）。
かつて介護予防事業は一次予防事業と二次予防事業に分かれていたが、高齢者の様々な生活支援や社会参加のニーズに応えていくため、NPOや民間企業、協同組合、ボランティアなどの多様な主体による柔軟な取り組みにより効果的・効率的なサービスが提供できるように、2017年（平成29年）4月までに介護予防・日常生活支援総合事業に移行した。
介護予防・日常生活支援総合事業には一次・二次予防事業を引き継いだ一般介護予防事業と二次予防事業のうち、訪問型介護予防事業と 通所型介護予防事業を引き継いだ介護予防・生活支援サービス事業、および一般介護予防事業の一つとして新規に追加された地域リハビリテーション活動支援事業などがある。これにより、既存の介護事業所によるサービスに加えて、多様なサービスが多様な主体により提供され、利用者がこれらのサービスの中から選択できるようになった。
地域支援事業は以下の通り（地域支援事業実施要綱）。
1. 介護予防・日常生活支援総合事業（115条の45第1項）
  1. 介護予防・生活支援サービス事業（第1号事業） - 要支援者および#基本チェックリストに該当する第1号被保険者が対象。
    1. 第1号訪問事業 - 居宅要支援被保険者等の介護予防を目的として、当該居宅要支援被保険者等の居宅において行われる日常生活上の支援。
    2. 第1号通所事業 - 居宅要支援被保険者等の介護予防を目的として、厚生労働省令で定める施設において行われる日常生活上の支援又は機能訓練。
    3. 第1号生活支援事業 - 介護予防サービス事業若しくは地域密着型介護予防サービス事業又は第一号訪問事業若しくは第一号通所事業と一体的に行われる場合に効果があると認められる居宅要支援被保険者等の地域における自立した日常生活の支援。
      1. 栄養改善を目的とした配食や一人暮らし高齢者に対する見守りとともに行う配食等
      2. 定期的な安否確認及び緊急時の対応、住民ボランティア等が行う訪問による見守り
      3. その他、訪問型サービス及び通所型サービスの一体的提供等地域における自立した日常生活の支援に資するサービスとして市町村が定める生活支援

    4. 第1号介護予防支援事業 - 上記の事業が包括的かつ効率的に提供されるよう必要な援助を行う事業。

  2. 一般介護予防事業 - 第1号被保険者の要介護状態等となることの予防又は要介護状態等の軽減若しくは悪化の防止
    1. 介護予防把握事業
      1. 要介護認定及び要支援認定の担当部局との連携による把握
      2. 訪問活動を実施している保健部局との連携による把握
      3. 医療機関からの情報提供による把握
      4. 民生委員等地域住民からの情報提供による把握
      5. 地域包括支援センターの総合相談支援業務との連携による把握
      6. 本人、家族等からの相談による把握
      7. 特定健康診査等の担当部局との連携による把握
      8. その他市町村が適当と認める方法による把握

    2. 介護予防普及啓発事業
      1. 介護予防に資する基本的な知識を普及啓発するためのパンフレット等の作成及び配布
      2. 介護予防に資する基本的な知識を普及啓発するための有識者等による講演会や相談会等の開催
      3. 介護予防の普及啓発に資する運動、栄養、口腔等に係る介護予防教室等の開催
      4. 介護予防に関する知識又は情報、各対象者の介護予防事業の実施の記録等を管理するための媒体(介護予防手帳等)の配布

    3. 地域介護予防活動支援事業
      1. 介護予防に関するボランティア等の人材を育成するための研修
      2. 介護予防に資する多様な地域活動組織の育成及び支援
      3. 社会参加活動を通じた介護予防に資する地域活動の実施

    4. 一般介護予防事業評価事業 - 介護保険事業計画において定める目標値の達成状況等の検証を通じ、一般介護予防事業を含め、地域づくりの観点から総合事業全体を評価し、その評価結果に基づき事業全体の改善を目的とする。
    5. 地域リハビリテーション活動支援事業
      1. 住民への介護予防に関する技術的助言
      2. 介護職員等(介護サービス事業所に従事する者を含む。)への介護予防に関する技術的助言
      3. 地域ケア会議やサービス担当者会議におけるケアマネジメント支援
2. 包括的支援事業（115条の45第2項） - 第1号被保険者および第2号被保険者が対象。
  1. 総合相談支援事業 - 被保険者の心身の状況、その居宅における生活の実態その他の必要な実情の把握、保健医療、公衆衛生、社会福祉その他の関連施策に関する総合的な情報の提供、関係機関との連絡調整その他の被保険者の保健医療の向上及び福祉の増進を図るための総合的な支援。
  2. 権利擁護事業 - 被保険者に対する虐待の防止及びその早期発見のための事業その他の被保険者の権利擁護のための援助。
  3. 包括的・継続的ケアマネジメント支援事業 - 保健医療及び福祉に関する専門的知識を有する者による被保険者の居宅サービス計画及び施設サービス計画の検証、その心身の状況、介護給付等対象サービスの利用状況その他の状況に関する定期的な協議その他の取組を通じ、当該被保険者が地域において自立した日常生活を営むことができるよう、包括的かつ継続的な支援。
  4. 在宅医療・介護連携推進事業 - 医療に関する専門的知識を有する者が、介護サービス事業者、居宅における医療を提供する医療機関その他の関係者の連携を推進する事業[26]。以下の8つの事業項目がある。
    1. 地域医療・介護の資源の把握
    2. 在宅医療・介護連携の課題の抽出と対応策の検討
    3. 切れ目のない在宅医療と在宅介護の提供体制の構築推進
    4. 医療・介護関係者の情報共有の支援
    5. 在宅医療・介護連携に関する相談支援
    6. 医療・介護関係者の研修
    7. 地域住民への普及啓発
    8. 在宅医療・介護連携に関する関係市区町村の連携

  5. 生活支援体制整備事業 - 被保険者の地域における自立した日常生活の支援及び要介護状態等となることの予防又は要介護状態等の軽減若しくは悪化の防止に係る体制の整備その他のこれらを促進する事業。
  6. 認知症総合支援事業 - 保健医療及び福祉に関する専門的知識を有する者による認知症の早期における症状の悪化の防止のための支援その他の認知症である又はその疑いのある被保険者に対する総合的な支援。具体的には認知症初期集中支援チームを配置する[27]。
3. 任意事業（115条の45第3項） - 直接的に被保険者を対象としない事業
  1. 介護給付費等適正化事業 - 介護給付等に要する費用の適正化
  2. 家族介護支援事業 - 介護方法の指導その他の要介護被保険者を現に介護する者の支援
  3. その他介護保険事業の運営の安定化及び被保険者の地域における自立した日常生活の支援のため必要な事業

これら地域支援事業を行うにあたって、市町村は政令で定める額の範囲内で行い（115条の45第4項）、高齢者保健事業を行う後期高齢者医療広域連合との連携を図るとともに、国民健康保険保健事業と一体的に実施するよう努め（115条の45第6項）、必要であれば後期高齢者医療広域連合に情報提供を求める（115条の45第7項）。後期高齢者医療広域連合はこれに応じる必要がある（115条の45第8項）。また市町村は、自らが保有する保健医療サービスや特定健康診査若しくは特定保健指導に関する記録も併せて活用することができる（115条の45第9項）。そして地域支援事業の利用者に対し、厚生労働省令で定めるところにより、利用料を請求することができる（115条の45第10項）。

### 基本チェックリスト
以下の25項目があり、主に運動、栄養、口腔、閉じこもり、認知、うつに関する質問からなる。
1. バスや電車で１人で外出していますか
2. 日用品の買い物をしていますか
3. 預貯金の出し入れをしていますか
4. 友人の家を訪ねていますか
5. 家族や友人の相談にのっていますか
6. 階段を手すりや壁をつたわらずに昇っていますか
7. 椅子に座った状態から何もつかまらずにたちあがっていますか
8. 15 分くらい続けて歩いていますか
9. この 1 年間に転んだことがありますか
10. 転倒に対する不安は大きいですか
11. 6 ヵ月間で 2～3kg 以上の体重減少がありましたか
12. 身長 cm 体重 kg(ＢＭＩ)
13. 半年前に比べて固いものが食べにくくなりましたか
14. お茶や汁物等でむせることがありますか
15. 口の渇きが気になりますか
16. 週に１回以上は外出していますか
17. 昨年と比べて外出の回数が減っていますか
18. 周りの人から「いつも同じことを聞く」などの物忘れがあるといわれますか
19. 自分で電話番号を調べて、電話をかけることをしていますか
20. 今日が何月何日かわからない時がありますか
21. （ここ２週間）毎日の生活に充実感がない
22. （ここ２週間）これまで楽しんでやれていたことが楽しめなくなった
23. （ここ２週間）以前は楽にできていたことが今ではおっくうに感じられる
24. （ここ２週間）自分が役に立つ人間だと思えない
25. （ここ２週間）わけもなく疲れたような感じがする

### 実施
市町村は、介護予防・日常生活支援総合事業のうちの介護予防・生活支援サービス事業、つまり第1号事業（第1号介護予防支援事業にあっては、居宅要支援被保険者に係るものに限る。）については、当該市町村の長が指定する者が行う（115条の45の3）。事業者への支給費は租税その他の公課を課することはできない（115条の45の4）。なお事業者の指定は第1号事業を行う事業所ごとに行われる（115条の45の5）。実施に際し市町村は事業者に対して必要に応じて報告（115条の45の7）、勧告、命令（115条の45の8）、指定の取消し（115条の45の9）、連絡調整等（115条の45の10）を行う。
一方、居宅要支援被保険者に係るものを除く第1号介護予防支援事業と包括的支援事業は、市町村などが設置する地域包括支援センターが実施する（115条の46第1項）。
また、市町村は地域支援事業のいずれも実施を委託することができる。
- 介護予防・日常生活支援総合事業 - 厚生労働省令で定める基準に適合する者、ただし第1号介護予防支援事業にあっては、居宅要支援被保険者に係るものに限る（115条の47第4項）。居宅要支援被保険者に係るものを除く事業は地域包括支援センターが実施するので委託できない。
  - この委託を受けたものは厚生労働省令で定めるところにより、当該委託を受けた事業の一部を、厚生労働省令で定める者に委託することができる（115条の47第5項）。つまり再委託できる。この「厚生労働省令で定める者」とは指定居宅介護支援事業者である[29]
- 包括的支援事業 - 老人介護支援センターの設置者その他の厚生労働省令で定める者（115条の47第1項）。ただし総合相談支援業務と権利擁護業務、包括的・継続的ケアマネジメント支援業務の3つは一括での委託が条件となる（115条の47第2項）。委託を受けた者は地域包括支援センターを設置することができる（115条の46第3項）。
- 任意事業 - 老人介護支援センターの設置者その他の当該市町村が適当と認める者に一部もしくは全部（115条の47第9項）。

なお、老人介護支援センターは地域包括支援センターがその役割を担っている自治体が多い。
また、市町村は、地域支援事業の効果的な実施のために、介護支援専門員、保健医療及び福祉に関する専門的知識を有する者、民生委員その他の関係者、関係機関及び関係団体により構成される会議を置くように努めなければならない（115条の48第1項）。これは地域ケア会議と呼ばれる。この会議では被保険者への適切な支援を図るために必要な検討を行うとともに、支援対象被保険者が地域において自立した日常生活を営むために必要な支援体制に関する検討が行われる（115条の48第2項）。なお、介護保険法には明記がないが、包括的支援事業として扱われる。

### 保健福祉事業
市町村は、地域支援事業のほか、保健福祉事業として
- 要介護被保険者を現に介護する者の支援のために必要な事業
- 被保険者が要介護状態等となることを予防するために必要な事業
- 指定居宅サービス及び指定居宅介護支援の事業
- 介護保険施設の運営その他の保険給付のために必要な事業
- 被保険者が利用する介護給付等対象サービスのための費用に係る資金の貸付け

を行うことができる（115条の49）。

### 地域包括ケアシステム
地域包括ケアシステムは、各地域における在宅医療・在宅介護などを実践・推進するために保健・医療・介護・福祉といった多職種の組織や人々および当事者やボランティアの協働・連携を実現・促進する体制。2014年制定の地域医療介護総合確保推進法では「地域の実情に応じて、高齢者が可能な限り、住み慣れた地域でその有する能力に応じ自立した日常生活を営むことができるよう、医療、介護、介護予防、住まい及び自立した日常生活の支援が包括的に確保される体制。」と定義している。

#### みつぎモデル
日本で最初に地域包括ケアシステムを提唱して実践したのは、広島県御調町（みつぎちょう、現：尾道市）にある公立みつぎ総合病院の病院長山口昇で、1974年に公立みつぎ総合病院で始めた在宅ケアによる「寝たきりゼロ」を目指す取り組みが地域包括ケアの原点となった。山口昇が主導した取り組みは「みつぎモデル」として知られる。

#### 厚生労働省
高齢者の尊厳の保持と自立生活の支援の目的のもとで、可能な限り住み慣れた地域で、自分らしい暮らしを人生の最期まで続けることができるよう、地域の包括的な支援・サービスを提供する体制のことを厚生労働省は「地域包括ケアシステム」と呼称する。
地域包括ケアシステムを推進するためには、地域包括支援センターが地域の高齢者の総合相談、権利擁護や地域の支援体制づくり、介護予防の必要な援助などを行い、高齢者の保健医療の向上及び福祉の増進を包括的に支援することが重要であり、システムを構築するためには、地域ケア会議を活用して、高齢者個人に対する支援の充実と、それを支える社会基盤の整備を同時にすすめることを提唱している。
また「可能な限り住み慣れた地域で、自分らしい暮らしを人生の最期まで続ける」ためには、地域における医療・介護の関係機関が連携して、包括的かつ継続的な在宅医療・介護の提供を行うことが必要であるが、医療・介護以外にも認知症高齢者や単身高齢世帯の増加のため、配食・見守りなどの在宅生活を継続するための日常的な生活支援も必要となる。
一方で高齢者は支えられるだけではなく、生活支援の担い手として活躍するなど、高齢者が社会的役割をもつことで、生きがいや介護予防にもつなげる取組みが重要である。

#### 地域包括ケア病棟
地域包括ケアシステムの一環として、2014年の診療報酬改定で新たに地域包括ケア病棟が定義された。その後実際に地域包括ケア病棟・地域包括ケア病床を設置する病院が増えている。

#### 対象者の拡大
地域包括ケアシステムは当初、高齢者を対象としていたが、厚生労働省は地域包括ケアシステムの深化・推進を目的とした2017年の介護保険法等の改正における、特に地域共生社会の実現に向けた取組の推進策として2018年に新たな制度である共生型サービスを設け、障害者、障害児も地域包括ケアの対象とした。

#### 精神障害にも対応した地域包括ケアシステム
厚生労働省は2017年に精神障害にも対応した地域包括ケアシステムの構築に向けた取り組みを始めた。厚生労働省は精神障害にも対応した地域包括ケアシステムを「精神障害の有無や程度にかかわらず、誰もが安心して自分らしく暮らすことができるよう、医療、障害福祉・介護、住まい、社会参加（就労など）、地域の助け合い、普及啓発（教育など）が包括的に確保されたシステム」と定義している。厚生労働省は精神障害にも対応した地域包括ケアシステムを「にも包括」と呼んでいる。

## 事業計画
国
厚生労働大臣は、「地域における医療及び介護の総合的な確保の推進に関する法律」に規定する総合確保方針に即して、介護保険事業に係る保険給付の円滑な実施を確保するための基本指針を定める（116条）。基本指針は以下の通り。
1. 介護給付等対象サービスを提供する体制の確保及び地域支援事業の実施に関する基本的事項
2. 市町村介護保険事業計画において介護給付等対象サービスの種類ごとの量の見込みを定めるに当たって参酌すべき標準その他当該市町村介護保険事業計画及び都道府県介護保険事業支援計画の作成に関する事項
3. その他介護保険事業に係る保険給付の円滑な実施を確保するために必要な事項

この基本方針に即し、かつ厚生労働大臣が以下に掲げる事項について調査及び分析を行い（118条の2）、公表された結果を勘案して市町村および都道府県は介護保険事業に係る保険給付の円滑な実施に関する計画（以下、それぞれ市町村介護保険事業計画（117条第1項）、都道府県介護保険事業支援計画（118条第1項）。いずれも3年1期。）を定める。
1. 介護給付等に要する費用の額に関する地域別、年齢別又は要介護認定及び要支援認定別の状況その他の厚生労働省令で定める事項
2. 被保険者の要介護認定及び要支援認定における調査に関する状況その他の厚生労働省令で定める事項
3. 訪問介護、訪問入浴介護その他の厚生労働省令で定めるサービスを利用する要介護者等の心身の状況等、当該要介護者等に提供される当該サービスの内容その他の厚生労働省令で定める事項
4. 地域支援事業の実施の状況その他の厚生労働省令で定める事項

市町村
市町村介護保険事業計画で定めるべき事項は以下の通り（117条第2項）。
1. 各年度の認知症対応型共同生活介護、地域密着型特定施設入居者生活介護及び地域密着型介護老人福祉施設入所者生活介護に係る必要利用定員総数その他の介護給付等対象サービスの種類ごとの量の見込み
2. 各年度における地域支援事業の量の見込み
3. 被保険者の地域における自立した日常生活の支援、要介護状態等となることの予防又は要介護状態等の軽減若しくは悪化の防止及び介護給付等に要する費用の適正化に関し、市町村が取り組むべき施策に関する事項

前項各号に掲げる事項のほか、次に掲げる事項について定めるよう努めるものとする（117条第3項）。
1. 前項第一号の必要利用定員総数その他の介護給付等対象サービスの種類ごとの見込量の確保のための方策
2. 各年度における地域支援事業に要する費用の額及び地域支援事業の見込量の確保のための方策
3. 介護給付等対象サービスの種類ごとの量、保険給付に要する費用の額、地域支援事業の量、地域支援事業に要する費用の額及び保険料の水準に関する中長期的な推計
4. 介護支援専門員その他の介護給付等対象サービス及び地域支援事業に従事する者の確保及び資質の向上並びにその業務の効率化及び質の向上に資する都道府県と連携した取組に関する事項
5. 指定居宅サービスの事業、指定地域密着型サービスの事業又は指定居宅介護支援の事業を行う者相互間の連携の確保に関する事業その他の介護給付等対象サービス（介護給付に係るものに限る。）の円滑な提供を図るための事業に関する事項
6. 指定介護予防サービスの事業、指定地域密着型介護予防サービスの事業又は指定介護予防支援の事業を行う者相互間の連携の確保に関する事業その他の介護給付等対象サービス（予防給付に係るものに限る。）の円滑な提供及び地域支援事業の円滑な実施を図るための事業に関する事項
7. 認知症である被保険者の地域における自立した日常生活の支援に関する事項、教育、地域づくり及び雇用に関する施策その他の関連施策との有機的な連携に関する事項その他の認知症に関する施策の総合的な推進に関する事項
8. 有料老人ホーム及びサービス付き高齢者向け住宅のそれぞれの入居定員総数（特定施設入居者生活介護、地域密着型特定施設入居者生活介護又は介護予防特定施設入居者生活介護の事業を行う事業所に係る第四十一条第一項本文、第四十二条の二第一項本文又は第五十三条第一項本文の指定を受けていないものに係るものに限る。次条第三項第六号において同じ。）
9. 地域支援事業と高齢者保健事業及び国民健康保険保健事業の一体的な実施に関する事項、居宅要介護被保険者及び居宅要支援被保険者に係る医療その他の医療との連携に関する事項、高齢者の居住に係る施策との連携に関する事項その他の被保険者の地域における自立した日常生活の支援のため必要な事項

また本計画は、以下を勘案して作成されなければならない（117条第4項）。
- 当該市町村の区域における人口構造の変化の見通し
- 要介護者等の人数
- 要介護者等の介護給付等対象サービスの利用に関する意向

そして本計画は他の計画の内容と関連づける必要がある。
- 老人福祉法第20条の8第1項に規定する市町村老人福祉計画と一体のものとして作成されなければならない（117条第6項）。
- 地域における医療及び介護の総合的な確保の促進に関する法律第5条第1項に規定する市町村計画との整合性の確保が図られたものでなければならない（117条第9項）。
- 社会福祉法第107条第1項に規定する市町村地域福祉計画、高齢者の居住の安定確保に関する法律第4条の2第1項に規定する市町村高齢者居住安定確保計画その他の法律の規定による計画であって要介護者等の保健、医療、福祉又は居住に関する事項を定めるものと調和が保たれたものでなければならない（117条第10項）。

市町村介護保険事業計画を実施した際には評価を行い（117条第7項）、評価の結果を公表するよう努めるとともに、これを都道府県知事に報告する（117条第8項）。
市町村介護保険事業計画を定め、又は変更しようとするときは、あらかじめ、都道府県の意見を聴き（117条第12項）、計画を定め、又は変更したときは、遅滞なく、これを都道府県知事に提出しなければならない（117条第13項）。
都道府県
都道府県介護保険事業支援計画で定めるべき事項は以下の通り（118条第2項）。
1. 当該都道府県が定める区域ごとに当該区域における各年度の介護専用型特定施設入居者生活介護、地域密着型特定施設入居者生活介護及び地域密着型介護老人福祉施設入所者生活介護に係る必要利用定員総数、介護保険施設の種類ごとの必要入所定員総数その他の介護給付等対象サービスの量の見込み
  - 市町村介護保険事業計画と同様に都道府県介護保険事業支援計画にも、地域密着型特定施設入居者生活介護及び地域密着型介護老人福祉施設入所者生活介護に係る必要利用定員総数が定められているのは、いずれも定員が30名以上になると地域密着型でなくなる、つまり都道府県が指定する「特定施設入居者生活介護」および「介護老人福祉施設」になるためである。

2. 都道府県内の市町村によるその被保険者の地域における自立した日常生活の支援、要介護状態等となることの予防又は要介護状態等の軽減若しくは悪化の防止及び介護給付等に要する費用の適正化に関する取組への支援に関し、都道府県が取り組むべき施策に関する事項

前項各号に掲げる事項のほか、次に掲げる事項について定めるよう努めるものとする（118条第3項）。
1. 介護保険施設その他の介護給付等対象サービスを提供するための施設における生活環境の改善を図るための事業に関する事項
2. 介護サービス情報の公表に関する事項
3. 介護支援専門員その他の介護給付等対象サービス及び地域支援事業に従事する者の確保及び資質の向上並びにその業務の効率化及び質の向上に資する事業に関する事項
4. 介護保険施設相互間の連携の確保に関する事業その他の介護給付等対象サービスの円滑な提供を図るための事業に関する事項
5. 介護予防・日常生活支援総合事業及び第百十五条の四十五第二項各号に掲げる事業に関する市町村相互間の連絡調整を行う事業に関する事項
6. 有料老人ホーム及びサービス付き高齢者向け住宅のそれぞれの入居定員総数

また混合型特定施設入居者生活介護に関しても係る必要利用定員総数を定めることができる（118条第4項）。
本計画も他の計画の内容と関連づける必要がある。
- 老人福祉法第20条の9第1項に規定する都道府県老人福祉計画と一体のものとして作成されなければならない（118条第6項）。
- 地域における医療及び介護の総合的な確保の促進に関する法律第4条第1項に規定する都道府県計画及び医療法第30条の4第1項に規定する医療計画との整合性の確保が図られたものでなければならない（118条第9項）。
- 社会福祉法第108条第1項に規定する都道府県地域福祉支援計画、高齢者の居住の安定確保に関する法律第4条第1項に規定する都道府県高齢者居住安定確保計画その他の法律の規定による計画であって要介護者等の保健、医療、福祉又は居住に関する事項を定めるものと調和が保たれたものでなければならない（118条第10項）。

都道府県介護保険事業支援計画の実施状況及び目標の達成状況に関する調査及び分析・実績に関する評価を行う（118条第7項）。そしてその結果を公表するよう努めるとともに、当該結果及び都道府県内の市町村の介護保険事業計画の評価の結果を厚生労働大臣に報告する（118条第8項）。
都道府県介護保険事業支援計画を定め、又は変更したときは、遅滞なく、これを厚生労働大臣に提出しなければならない（118条第11項）。

## 財源
介護給付費の財源は、税収や国債などの政府や自治体の直接収入である公費と介護保険料（40歳以上の国民が納付する第1号被保険者の保険料と第2号被保険者の保険料）で賄われ、その比率は50%ずつである。

### 公費
財源の内訳のうち、公費負担部分については以下の通り。
国
在宅介護および予防給付の20%・施設介護および予防給付の15%（121条）に加えて、要介護となるリスクが高い後期高齢者数の割合や市町村ごとの高齢者の所得格差による収入減を調整し、市町村間の財政力の差を解消する目的の調整交付金5%（122条）を含めた、25%および20%である。
この調整交付金は社会保障審議会の介護給付費分科会で25%の外枠、つまり25％相当分とは別途の財源として確保するよう意見があった。
#地域支援事業である、介護予防・日常生活支援総合事業に要する費用の額の20%（122条の2第1項）に加えて調整交付金として5%（122条の2第3項）を、包括的支援事業および任意事業に対しては第2号被保険者負担率に100分の50を加えた率を乗じて得た額（以下「特定地域支援事業支援額」）の100分の50に相当する額（122条の2第4項）を市町村に交付する。つまり2021（令和3）年度から2023（令和5）年度までの3年間の第2号被保険者負担率は27%であるから、（100分の27＋100分の50）×100分の50＝100分の38.5＝38.5%である。
都道府県
在宅介護および予防給付は12.5%・施設介護および予防給付は17.5%である（123条第1項）。
介護予防・日常生活支援総合事業に要する費用の額12.5%を（123条第3項）、特定地域支援事業支援額の25%、つまり（100分の27＋100分の50）×100分の25＝100分の19.25＝19.25%を市町村に交付する（123条第4項）。
市区町村
一般会計において在宅介護および予防給付・施設介護および予防給付とも12.5%である（124条第1項）。
介護予防・日常生活支援総合事業に要する費用の額12.5%を（124条第3項）、特定地域支援事業支援額の25%、つまり（100分の27＋100分の50）×100分の25＝100分の19.25＝19.25%を負担する（124条第4項）。
|          | 在宅  | 施設  | 介護予防・日常生活支援総合事業 | 包括的支援事業および任意事業 |
| -------- | ----- | ----- | ------------------------------ | ---------------------------- |
| 国       | 25%   | 20%   | 25%                            | 38.5%                        |
| 都道府県 | 12.5% | 17.5% | 12.5%                          | 19.25%                       |
| 市町村   | 12.5% | 12.5% | 12.5%                          | 19.25%                       |
| 合計     | 50%   | 50%   | 50%                            | 77%                          |

一方で市町村は一般会計から、所得の少ない者について条例の定めるところにより行う保険料の減額賦課に基づき第1号被保険者に係る保険料につき減額した額の総額を基礎として政令で定めるところにより算定した額を介護保険に関する特別会計に繰り入れなければならない。（124条の2条第1項）。国はこの繰入金の50%（124条の2条第2項）を、都道府県は25%（124条の2条第3項）を負担する。
また第2号被保険者に関して、市町村の介護保険に関する特別会計において負担する費用のうち、介護給付及び予防給付に要する費用の額に第2号被保険者負担率を乗じて得た額（医療保険納付対象額）については、政令で定めるところにより、社会保険診療報酬支払基金（以下、支払基金）が市町村に対して交付する介護給付費交付金をもって充てる（125条第1項）。この負担率はすべての市町村に係る被保険者の見込数の総数に対するすべての市町村に係る第2号被保険者の見込数の総数の割合に2分の1を乗じて得た率を基準として設定され、3年おきに割合を見直す（125条第2項）。
さらに地域支援事業に関して、介護予防・日常生活支援総合事業に要する費用の額に第2号被保険者負担率を乗じて得た額（介護予防・日常生活支援総合事業医療保険納付対象額）については、政令で定めるところにより、支払基金が市町村に対して交付する地域支援事業支援交付金をもって充てる（126条第1項）。

### 保険料
保険料負担部分は3年おきに見直され、2021（令和3）年度から2023（令和5）年度までの3年間においては第1号被保険者保険料（以下「第1号保険料」）は23%、第2号被保険者保険料（以下「第2号保険料」）は27%である（令和3年1月22日政令第9号）。
かつての保険料負担は以下の通り。
- 2018（平成30）年度から2020（令和2）年度 - 第1号保険料：23%、第2号保険料：27%[43]
- 2015（平成27）年度から2017（平成29）年度 - 第1号保険料：22%、第2号保険料：28%[44]
- 2012（平成24）年度から2014（平成26）年度 - 第1号保険料：21%、第2号保険料：29%[45]
- 2009（平成21）年度から2011（平成23）年度 - 第1号保険料：20%、第2号保険料：30%[46]
- 2006（平成18）年度から2008（平成20）年度 - 第1号保険料：19%、第2号保険料：31%[47]

つまり公費負担と合わせた介護給付費の内訳は以下になる。第2号被保険者の保険料は、包括的支援事業および任意事業の財源には充当されないことに注意されたい。
|           | 在宅 | 施設 | 介護予防・日常生活支援総合事業 | 包括的支援事業および任意事業 |
| --------- | ---- | ---- | ------------------------------ | ---------------------------- |
| 公費      | 50%  | 50%  | 50%                            | 77%                          |
| 1号保険料 | 23%  | 23%  | 23%                            | 23%                          |
| 2号保険料 | 27%  | 27%  | 27%                            | 0%                           |
| 合計      | 100% | 100% | 100%                           | 100%                         |

#### 第1号被保険者の保険料
市町村は介護保険事業に要する費用（財政安定化基金拠出金の納付に要する費用を含む。）に充てるため、第1号被保険者から保険料を徴収しなければならない（129条第1項）。
第1号被保険者の保険料は市町村民税の課税状況等に応じて、段階別に設定されていて、保険料率が原則9段階ある（施行令38条）が、市町村はこれをさらに細分化することや保険料率を変更することができる（施行令39条）。
| 期    | 保険料額 |
| ----- | -------- |
| 第1期 | 2,911円  |
| 第2期 | 3,293円  |
| 第3期 | 4,090円  |
| 第4期 | 4,160円  |
| 第5期 | 4,972円  |
| 第6期 | 5,514円  |
| 第7期 | 5,869円  |
| 第8期 | 6,014円  |

現在の全国平均月額（第8期、2021年度〈令和3年度〉 - 2023年度〈令和5年度〉）は6,014円である。第1号被保険者の介護保険料は3年に1度策定される介護保険事業計画における介護サービスの供給量等に基づき、保険者毎に基準の保険料が設定され、被保険者の所得状況等に応じて、課せられる。保険料率は、保険給付に要する費用の予想額等に照らし、おおむね3年を通じ財政の均衡を保つことができるものでなければならない（129条第3項)。
保険料の徴収方法は第1号被保険者で受給する公的年金の総額が18万円以上の場合、介護保険料は公的年金からの天引き（特別徴収）と、それ以外の第1号被保険者の場合は市町村から送付される納付書や口座振替によって納付する（普通徴収)（131条)がある。
- 介護保険料と国民健康保険・後期高齢者医療制度との保険料の合算額が当該年金受給額の2分の1を超える場合、国民健康保険・後期高齢者医療制度の保険料は特別徴収されなくなるが、介護保険料については特別徴収となる。
- 普通徴収の場合、第1号被保険者は、市町村がその者の保険料を徴収しようとする場合においては、当該保険料を納付しなければならず（132条第1項）、当該第1号被保険者が納付できない場合は第1号被保険者の属する世帯の世帯主や第1号被保険者の配偶者も保険料を連帯して納付する義務を負う（132条第2、3項）。
- 保険料に過誤納があって徴収すべき保険料額を超えて徴収した場合、市町村は過誤納額を当該第1号被保険者に還付しなければならない（139条第2項）が、当該第1号被保険者の未納に係る保険料その他介護保険法の規定による徴収金があるときは、当該過誤納額をこれに充当することができる（139条第3項)。

また市町村は、条例で定めるところにより、特別の理由がある者に対し、保険料を減免し、又はその徴収を猶予することができる（142条)。
市町村は、普通徴収の方法によって徴収する保険料の収納の事務については、収入の確保及び第1号被保険者の便益の増進に寄与すると認める場合に限り、政令で定めるところにより、私人に委託することができる（144条の2)。

##### 保険料の地域差
保険料は市町村ごとに異なっているため、地域によって差がある。2024年時点で最も高いのは大阪市で基準額は月額9249円となっていて、最も低い小笠原村の基準額月額3374円と比べると月額6000円近い差がある。

#### 第2号被保険者の保険料
第2号被保険者の保険料は、市町村が徴収するのではなく（129条第4項）、支払基金が医療保険者（国民健康保険にあっては、都道府県）から介護給付費・地域支援事業支援納付金（以下、納付金）として徴収する（150条第1項）。これに際し、医療保険者（国民健康保険にあっては、市町村）は、納付金の納付に充てるため医療保険各法又は地方税法の規定により保険料若しくは掛金又は国民健康保険税を徴収する義務を負う（150条第2項）。また医療保険者（国民健康保険にあっては、都道府県）納付金を納付する義務を負う（150条第2項）。支払基金はこの納付金を介護給付費交付金として（125条第4項）、また地域支援事業支援交付金として（126条第2項）市町村に交付し、市町村はこれを介護保険に関する特別会計に繰り入れる。
各医療保険者が納付すべき納付金の額も支払基金が決定し、当該各医療保険者に対し、その者が納付すべき納付金の額、納付の方法及び納付すべき期限その他必要な事項を通知しなければならない（155条第1項）。納付額に変更があった際も同様に通知が必要である（155条第2項）。納付額が納付すべき金額に満たない場合は不足額を納付するよう通知し、納付額を超える金額が納付された場合は未納の納付金があれば、それに充て、そうでなければ還付しなければならない（155条第3項）。また期限までに医療保険者が納付しない場合は期限を指定して督促しなければならない（156条第1項）。それでも期限までに納付されない場合、支払基金はその徴収を、厚生労働大臣又は都道府県知事に請求する（156条第3項）。延滞金は14.5%である（157条第1項）。これら納付に関して医療保険者が納付金を納付することが著しく困難であると認められるときは、厚生労働省令で定めるところにより、当該医療保険者の申請に基づき、厚生労働大臣の承認を受けて、その納付すべき期限から一年以内の期間を限り、その一部の納付を猶予することができる（158条第1項）。猶予をした際にはこれ医療保険者に通知する（158条第2項）。猶予期間中は督促や徴収の請求はできない（158条第2項）。
保険料率は、全国の給付状況に基づき、国が各医療保険者毎の総額を設定し、それに基づき医療保険者毎に保険料率を設定する。
- 具体的には、国民健康保険の場合は毎月の保険料に介護保険料が加算される。協会けんぽ・船員保険の場合は被保険者の標準報酬月額に所定の介護保険料率を乗じて保険料を算出し、給与から天引きされる（負担割合は労使折半[注釈 5]）。健康保険組合の場合も基本的に協会けんぽと同様であるが、規約で定めることにより事業主の負担割合を増やしたり、厚生労働大臣の承認を受けた組合では定率制に代えて定額制の介護保険料を設定できる。
- 被扶養者の場合は保険料の負担はなく（制度全体で被扶養者に必要な費用を負担する形となる）、被扶養者の有無で被保険者の保険料額に変化はない。なお、健康保険組合の場合は、被保険者本人が介護保険第2号被保険者でない場合であっても、当該被保険者に介護保険第2号被保険者である被扶養者がある場合には、規約で定めることにより、当該被保険者に介護保険料額の負担を求めることができる。

納付金については、これまでは医療保険者に所属する第2号被保険者数に応じての負担とされてきたが、令和2年度から全面総報酬割を導入することとし、各医療保険者の財政力が反映される仕組みとなる。総報酬割への移行は平成29年8月 - 平成31年3月までは2分の1、平成31年度は4分の3と段階的に実施される。

### 財政安定化基金
第1号および2号被保険者より徴収した保険料では不足すると見込まれる場合、介護保険の財政の安定のために都道府県が設置する財政安定化基金が不足金額の2分の1に相当する額を交付または保険料の収納状況を勘案して算定した額の貸し付けを行う（147条第1項）。
そのため、都道府県は市町村から財政安定化基金拠出金を徴収し（147条第3項）、市町村はこれの納付義務を負う（147条第4項）。一方で都道府県は市町村から徴収した財政安定化基金拠出金の総額の3倍に相当する額を財政安定化基金に繰り入れ（147条第5項）、国は都道府県が繰り入れた額の3分の1に相当する額を負担する（147条第6項）。つまり、国・都道府県・市町村の負担割合はそれぞれ3分の1である。
例えば市町村が徴収される金額を1,000万円とすると
1. 都道府県が市町村から1,000万円徴収（都道府県：+1,000万円、市町村：-1,000万円）
2. 都道府県が徴収金の3倍額、つまり3,000万円を財政安定化基金に繰り入れ（都道府県：-2,000万円）
3. 国が繰り入れ金額の3分の1、つまり1,000万円を負担（都道府県：-1,000万円、国：-1,000万円）

以上より財政安定化基金への繰り入れ額3,000万円に対して、国・都道府県・市町村の負担割合はそれぞれ3分の1の1,000万円となる。
こうして集めた拠出金を含め、財政安定化基金から生ずる収入は、すべて財政安定化基金に充てなければならない（147条第7項）。
また市町村は介護保険の財政の安定化を図るため、その介護保険に関する特別会計において負担する費用のうち介護給付及び予防給付に要する費用、地域支援事業に要する費用、財政安定化基金拠出金の納付に要する費用並びに基金事業借入金の償還に要する費用の財源について、他の市町村と共同して、調整保険料率に基づき、市町村相互間において調整する事業を行うことができる。これを市町村相互財政安定化事業という（148条第1項）。市町村がこの事業を行う場合、議会の議決を経てする協議により規約を定め、これを都道府県知事に届け出なければならない（148条第2項）。また市町村はこれに関する事務の一部を市町村が出資する非営利法人に委託することができる（148条第8項）。一方で都道府県は当該市町村相互財政安定化事業に係る調整保険料率についての基準を示す等必要な助言又は情報の提供をすることができる（149条第2項）。

## 審査および請求

### 国民健康保険団体連合会
国民健康保険団体連合会は国民健康保険法の規定による業務のほか、以下の業務を行う。
- 市町村から委託される事務。
  - 第41条第10項の規定による、第40条の#保険給付の請求に関する審査及び支払（176条第1項1号）。
  - 第115条の45の3第6項の規定による、#地域支援事業である第1号事業支給費の請求に関する審査及び支払（176条第1項2号）。
  - 第115条の47第6項の規定による、地域支援事業である介護予防・日常生活支援総合事業の実施に必要な費用の支払決定に係る審査及び支払（176条第1項2号）。
  - 第21条第3項の規定による、第三者に対する損害賠償金の徴収又は収納の事務（176条第2項1号）。
- 各種事業者および保健施設に対する必要な指導及び助言（176条第1項3号）。
- 指定居宅サービス、指定地域密着型サービス、指定居宅介護支援、指定介護予防サービス及び指定地域密着型介護予防サービスの事業並びに介護保険施設の運営（176条第2項2号）。
- 介護給付費等審査委員会
  - 介護給付費請求書及び介護予防・日常生活支援総合事業費請求書の審査を行うために設置される（179条）。
  - 各サービスおよび事業の担当者を代表する委員、市町村を代表する委員、公益を代表する委員をもって組織される（180条）。
  - 介護給付費請求書又は介護予防・日常生活支援総合事業費請求書の審査を行うため必要があると認めるときは、都道府県所管のサービスに関しては都道府県知事の承認を得て、市町村所管のサービスに関しては市町村長の承認を得て、各サービスおよび事業の担当者に対して、出頭若しくは説明を求めることができる（181条）。

### 介護保険審査会
また保険給付に関する処分（被保険者証の交付の請求に関する処分及び要介護認定又は要支援認定に関する処分を含む。）や保険料・徴収金（財政安定化基金拠出金、納付金及び第157条第1項に規定する延滞金を除く。）に関する処分に不服がある者は、介護保険審査会に審査請求をすることができる（183条）。なおこの審査請求は時効の完成猶予及び更新に関しては、裁判上の請求とみなされる（第183条第2項）。
介護保険審査会は各都道府県に置かれる（184条）。委員は被保険者代表3名、市町村代表3名、公益代表3名以上の政令で定める基準に従い条例で定める員数であって（185条）、都道府県知事によって任命される（185条第2項）。 委員の任期は3年（補欠の委員の任期は前任者の残任期間）であり、再任可能である（186条）。また公益を代表する委員のうちから委員が選挙する会長1人を置く（187条）。
保険審査に当たっては専門調査員を置くことができ、要介護者等の保健、医療又は福祉に関する学識経験を有する者のうちから、都道府県知事が任命する（188条）。そして上記委員のうち2名で組織される合議体によって審査請求（要介護認定又は要支援認定に関する処分に対するものを除く。）の事件を取り扱う（189条第1項）。要介護認定又は要支援認定に関する処分に対する審査請求の事件は、公益を代表する委員のうちから、介護保険審査会が指名する者をもって構成する合議体で取り扱う（189条第2項）。合議体を構成する委員の定数は、都道府県の条例で定める数とする（189条第3項）。なお189条第1項の合議体は各1人以上を含む過半数の委員、189条第2項の合議体はすべての委員の出席がなければ、会議を開き、議決をすることができない（190条第1項）。合議体の議事は、出席した委員の過半数をもって決する（190条第2項、第3項）
審査請求は、当該処分をした市町村をその区域に含む都道府県の保険審査会に対して（191条）、処分があったことを知った日の翌日から起算して三月以内に、文書又は口頭でしなければならない（192条）。審査請求がされたときの通知は市町村及びその他の利害関係人に行う（193条）。なお処分の取消しの訴えは、当該処分についての審査請求に対する裁決を経た後でなければ、提起することができない（196条）。これは審査請求前置主義と呼ばれる（行政事件訴訟法第8条第1項但書）。

## 時効
保険料、納付金その他介護保険法の規定による徴収金を徴収し、又はその還付を受ける権利及び保険給付を受ける権利は、これらを行使することができる時から2年を経過したときは、時効によって消滅する（200条1項）。保険料その他介護保険法の規定による徴収金の督促は、民法第153条の規定にかかわらず、時効の更新の効力を生ずる（200条2項）。

## 課題

### デイサービスの過剰供給
2015年の介護報酬改定では、小規模デイサービスの供給過剰が指摘されており、それに対する基本報酬の引き下げが議論されている。

### 施設サービスの供給不足
施設介護サービスのうち、特別養護老人ホームの供給が需要に対して著しく不足していて、入所までに年単位の待機が発生している状況である。厚生労働省は介護療養型医療施設を平成24年（2012年）3月31日までに、医療療養病床、介護療養型老人保健施設、介護老人保健施設、介護老人福祉施設のいずれかの業態に転換する計画を進めていたが、介護療養病床の一部しか業態転換できず、業態転換完了の目標期限は平成30年（2018年）3月31日に延期された。2014年の介護保険法改正によって、2015年から特別養護老人ホームの新規入所は原則として要介護度3以上の利用者に限定されるようになった。

### 不正請求
偽りその他不正の行為によって保険給付を受けた者があるときは、市町村は、その者からその給付の価額の全部又は一部を徴収することができる。市町村は、サービス事業者等が偽りその他不正の行為により介護報酬等の支払いを受けたときは、当該サービス事業者等から、その支払った額につき返還させるべき額を徴収するほか、その返還させるべき額の40%を徴収することができる（22条）。
介護保険が始まった平成12年度（2000年度）から平成21年度（2009年度）末までに、介護報酬の架空請求・水増し請求で市区町村が返還を求めた金銭は98億円に上っていて、なおかつそのうち10億円以上が回収できていないことが、平成23年（2011年）2月に分かった。また、平成21年度（2009年度）に介護報酬の不正請求などで行政処分を受けた介護事業所は150以上に上っている。

## 改正
1997年に成立した介護保険法は2000年に施行された後、法改正が2005年、2008年、2011年、2014年、2017年、2020年、2023年に行われ、翌年にそれぞれ制度改正・実施された。2015年実施の第4次改正では、介護サービスを受けたときに支払う自己負担金がそれまでの一律1割負担だったものに、一定以上の所得がある者を対象とした利用者2割負担が加わり、原則的には1割負担だが所得に応じた負担金割合となった。2018年実施の第5次改正では「現役並み」所得者を対象とした利用者3割負担がさらに加わった。懸案となっている2割負担対象者の拡大は2023年の第7次改正では見送られた。